# Associazione Calcio Pro Sesto 2002-2003
Questa pagina raccoglie le informazioni riguardanti l'Associazione Calcio Pro Sesto nelle competizioni ufficiali della stagione 2002-2003.

## Stagione
Nella stagione 2002-2003 la Pro Sesto ha disputato il girone A del campionato di Serie C2, piazzandosi in quinta posizione di classifica con 53 punti. La squadra lombarda ha disputato i playoff, venendo eliminata in semifinale dal Novara nel doppio incontro, (0-0) all'andata e (1-1) nel ritorno. Il torneo è stato vinto dal Pavia con 70 punti promosso diretto in Serie C1, la seconda promossa è stata il Novara che ha vinto i playoff. Dopo aver fallito per poco l'accesso ai playoff la scorsa stagione, si ritenta in questa annata, per raggiungere l'obiettivo viene rinforzata la squadra sempre allenata da Alessandro Musicco. Dopo una vita trascorsa nel Milan, viene a chiudere la carriera s Sesto Filippo Galli. La stagione inizia male, in Coppa Italia si comincia con tre sconfitte. A causa di una divergenza economica tra Federazione e Lega, la prima giornata viene rinviata a ottobre. La Pro Sesto parte bene in casa ma perde sempre in trasferta, dopo nove giornate conta cinque vittorie in casa e quattro sconfitte in trasferta, arriva a Sesto il Mantova, che sbanca (0-2) il Breda, questa sconfitta è fatale a Musicco. Arriva Giovanni Trainini, l'esordio del tecnico bresciano è positivo, la squadra biancoceleste rimane costantemente nelle prime posizioni, fino a raggiungere i playoff. Poi perdendo la semifinale con il Novara. Miglior realizzatore sestese di questa stagione con 18 reti il varesino Vincenzo Maiolo, delle quali una in Coppa Italia e 17 in campionato, rientrato a Sesto San Giovanni dal prestito al Prato, dove ha ottenuto la promozione, segnando 10 reti.

## Rosa
| N. |                      | Ruolo | Calciatore          |
| -- | -------------------- | ----- | ------------------- |
|    | Australia (bandiera) | C     | Ross Aloisi         |
|    | Italia (bandiera)    | A     | Alessandro Andreini |
|    | Gambia (bandiera)    | D     | Simon Barjie        |
|    | Italia (bandiera)    | A     | Francesco Brunetti  |
|    | Italia (bandiera)    | C     | Roberto Capetti     |
|    | Italia (bandiera)    | A     | Alan Carlet         |
|    | Italia (bandiera)    | D     | Davide Cattaneo     |
|    | Italia (bandiera)    | C     | Jacopo Colombo      |
|    | Italia (bandiera)    | D     | Alessio Delpiano    |
|    | Italia (bandiera)    | C     | Stefano Eranio      |
|    | Italia (bandiera)    | P     | Oscar Gaidella      |
|    | Italia (bandiera)    | D     | Filippo Galli       |
|    | Italia (bandiera)    | D     | Paolo Gobba         |
|    | Italia (bandiera)    | C     | Simone Guarneri     |

| N. |                   | Ruolo | Calciatore             |
| -- | ----------------- | ----- | ---------------------- |
|    | Italia (bandiera) | A     | Vincenzo Maiolo        |
|    | Italia (bandiera) | C     | Giuliano Melosi        |
|    | Italia (bandiera) | C     | Vincenzo Mirabile      |
|    | Italia (bandiera) | P     | Maurizio Monguzzi      |
|    | Italia (bandiera) | A     | Pietro Nicolella       |
|    | Italia (bandiera) | D     | Ferdinando Passariello |
|    | Italia (bandiera) | A     | Alessandro Pontarollo  |
|    | Italia (bandiera) | A     | Roberto Putelli        |
|    | Italia (bandiera) | A     | Filippo Riolo          |
|    | Italia (bandiera) | D     | Sandro Schenone        |
|    | Italia (bandiera) | C     | Pasquale Sensibile     |
|    | Italia (bandiera) | D     | Alessandro Terzi       |
|    | Italia (bandiera) | D     | Silvio Toniolo         |
|    | Italia (bandiera) | D     | Massimo Vismara        |

## Risultati

### Campionato

#### Girone di andata
| Arbitro: | Masin (Cervignano del Friuli) |

|           |           |  |
| Melosi 2’ | Marcatori |  |

| Arbitro: | Didato (Agrigento) |

|                 |           |  |
| F. Giaretta 37’ | Marcatori |  |

| Arbitro: | Giglioni (Siena) |

|                              |           |                        |
| Guarneri 27’ Carlet 51’, 65’ | Marcatori | 30’ M. Sala 42’ Lauria |

| Arbitro: | Pierpaoli (Firenze) |

|                                           |           |  |
| Cioffi 13’ A. Terzi 19’ (aut.) Egbedi 46’ | Marcatori |  |

| Arbitro: | Gandolfi (Cremona) |

|                                                   |           |                            |
| Carlet 51’ F. Galli 63’ Brunetti 75’ A. Terzi 77’ | Marcatori | 32’, 42’ (rig.), 91’ Shala |

| Arbitro: | Iannone (Napoli) |

|             |           |  |
| Putelli 45’ | Marcatori |  |

| Arbitro: | Velotto (Grosseto) |

|                                                  |           |  |
| Zecchin 45+1’ Bachlechner 57’ Noselli 59’ (rig.) | Marcatori |  |

| Arbitro: | Saveri (Viterbo) |

|             |           |  |
| Putelli 65’ | Marcatori |  |

| Arbitro: | Capozzi (Vicenza) |

|                                   |           |  |
| Quadrini 20’, 30’, 85’ Spader 42’ | Marcatori |  |

| Arbitro: | Pantana (Macerata) |

|  |           |                         |
|  | Marcatori | 19’ Caridi 56’ Graziani |

| Arbitro: | Lioce (Molfetta) |

|  |           |                         |
|  | Marcatori | 37’ Eranio 74’ Brunetti |

| Arbitro: | Masiero (Mestre) |

|  |           |                            |
|  | Marcatori | 24’ Pelatti 52’ Sinigaglia |

| Pordenone 24 novembre 2002 13ª giornata | Pordenone      | 0 – 0 | Pro Sesto | Stadio Ottavio Bottecchia\| Arbitro: \| Orsato (Schio) \| |
| Arbitro:                                | Orsato (Schio) |       |           |                                                           |

| Arbitro: | Caristia (Siracusa) |

|            |           |           |
| Maiolo 10’ | Marcatori | 39’ Iorio |

| Arbitro: | Zanzi (Lugo di Romagna) |

|                                 |           |                  |
| Nordi 3’, 28’ Maiolo 73’ (rig.) | Marcatori | 90+2’ La Cagnina |

| Arbitro: | Latella (Potenza) |

|            |           |  |
| Aloisi 59’ | Marcatori |  |

| Mestre 22 dicembre 2002 17ª giornata | Mestre           | 0 – 0 | Pro Sesto | Stadio Francesco Baracca\| Arbitro: \| Finazzi (Torino) \| |
| Arbitro:                             | Finazzi (Torino) |       |           |                                                            |

#### Girone di ritorno
| Arbitro: | Giachero (Pinerolo) |

|  |           |                   |
|  | Marcatori | 68’ (rig.) Maiolo |

| Arbitro: | Lioce (Molfetta) |

|  |           |                            |
|  | Marcatori | 23’ F. Giaretta 57’ Smanio |

| Arbitro: | Ferrandini (Sondrio) |

|  |           |                            |
|  | Marcatori | 25’, 52’ Maiolo 86’ Aloisi |

| Arbitro: | Brunialti (Trento) |

|                   |           |  |
| Maiolo 76’ (rig.) | Marcatori |  |

| Legnano 2 febbraio 2003 22ª giornata | Legnano          | 0 – 0 | Pro Sesto | Stadio Giovanni Mari\| Arbitro: \| Iannone (Napoli) \| |
| Arbitro:                             | Iannone (Napoli) |       |           |                                                        |

| Arbitro: | Crugliano (Crotone) |

|                     |           |                 |
| Biagi 8’ Ligori 65’ | Marcatori | 26’, 76’ Maiolo |

| Arbitro: | Stefanini (Prato) |

|  |           |             |
|  | Marcatori | 71’ Bertani |

| Arbitro: | Salati (Trento) |

|  |           |                       |
|  | Marcatori | 20’ Aloisi 65’ Maiolo |

| Arbitro: | Castagneri (Torino) |

|                |           |  |
| Guarneri 90+3’ | Marcatori |  |

| Arbitro: | Pierpaoli (Firenze) |

|                                       |           |  |
| Giubilato 23’ Graziani 50’ Fresta 74’ | Marcatori |  |

| Arbitro: | Marzaloni (Rimini) |

|            |           |            |
| Maiolo 31’ | Marcatori | 66’ Pelati |

| Arbitro: | Squillace (Catanzaro) |

|  |           |                                         |
|  | Marcatori | 45+2’ Putelli 49’ Pontarollo 88’ Maiolo |

| Arbitro: | Saveri (Viterbo) |

|                   |           |                           |
| Maiolo 10’, 90+4’ | Marcatori | 1’ Rostellato 56’ Sessolo |

| Arbitro: | Giordano (Caltanissetta) |

|             |           |  |
| Coletto 50’ | Marcatori |  |

| Arbitro: | Nicoletti (Macerata) |

|                             |           |           |
| Maiolo 39’, 80’ Putelli 57’ | Marcatori | 21’ Nordi |

| Arbitro: | Finazzi (Torino) |

|  |           |            |
|  | Marcatori | 80’ Maiolo |

| Arbitro: | Ciampi (Roma) |

|            |           |              |
| Maiolo 47’ | Marcatori | 56’ Pallanch |

### Playoff
| Sesto San Giovanni 25 maggio 2003 Andata | Pro Sesto           | 0 – 0 | Novara | Stadio Breda\| Arbitro: \| Tagliavento (Terni) \| |
| Arbitro:                                 | Tagliavento (Terni) |       |        |                                                   |

| Arbitro: | Carlucci (Molfetta) |

|                    |           |            |
| Palombo 24’ (rig.) | Marcatori | 35’ Maiolo |

### Coppa Italia di Serie C

#### Girone C
| Arbitro: | Ferrandini (Sondrio) |

|                            |           |  |
| Donghi 35’ Fracassetti 63’ | Marcatori |  |

| Arbitro: | Lops (Torino) |

|  |           |                |
|  | Marcatori | 38’ Sinigaglia |

| Arbitro: | Bernardoni (Modena) |

|              |           |  |
| Montrone 73’ | Marcatori |  |

| 29 agosto 2002 4ª giornata |  | – Turno di riposo Pro Sesto |  |  |

| Arbitro: | Castagneri (Torino) |

|                                |           |             |
| Delpiano 26’ Maiolo 43’ (rig.) | Marcatori | 63’ D. Fava |